# His Hand in Mine
| Recensione                    | Giudizio |
| ----------------------------- | -------- |
| AllMusic                      | [ 2 ]    |
| Christgau's Record Guide      | C        |
| MusicHound                    | [ 4 ]    |
| The Rolling Stone Album Guide | [ 5 ]    |
| Rough Guides                  | [ 6 ]    |

His Hand in Mine è l'ottavo album in studio di Elvis Presley, pubblicato nel 1960.

## Descrizione
È un album di musica gospel pubblicato dalla RCA Records in mono e stereo nel novembre 1960 negli Stati Uniti. Si tratta del primo dei tre dischi di musica sacra che Presley registrò e pubblicò in carriera. Le sedute di registrazione ebbero luogo il 30 e 31 ottobre 1960, nello Studio B della RCA a Nashville, Tennessee. Il disco raggiunse la posizione numero 13 della classifica di Billboard.
Durante le sedute di registrazione per l'album, venne incisa anche la canzone Crying in the Chapel che però fu lasciata fuori dalla versione finale del disco e ripubblicata come singolo nell'aprile 1965.
L'11 marzo 2008, la RCA ha pubblicato una versione rimasterizzata dell'album in formato compact disc, aggiungendo alla scaletta dei brani quattro bonus track che erano state originariamente pubblicate sull'EP del 1957 Peace in the Valley, e successivamente incluse sull'album Elvis' Christmas Album dello stesso anno.

## Tracce

### Lato A
1. His Hand In Mine (Mosie Lister) - 3:15
2. I'm Gonna Walk Dem Golden Stairs (Cully Holt) - 1:50
3. In My Father's House (Aileene Hanks) - 2:03
4. Milky White Way (traditional) - 2:12
5. Known Only to Him (Stuart Hamblen) - 2:07
6. I Believe in the Man in the Sky (Richard Howard) - 2:11

### Lato B
1. Joshua Fit the Battle (traditional) - 2:39
2. He Knows Just What I Need (Mosie Lister) - 2:12
3. Swing Down Sweet Chariot (traditional) - 2:32
4. Mansion Over the Hilltop (Ira Stanphill) - 2:55
5. If We Never Meet Again (Alfred E. Brumley) - 1:58
6. Working on the Building (Hoyle Bowles) - 1:52

### Bonus track nella ristampa del 2008
1. (There'll Be) Peace in the Valley (For Me) (Thomas A. Dorsey) - 3:22
2. It Is No Secret (What God Can Do) (Stuart Hamblen) - 3:53
3. I Believe (Ervin Drake, Irvin Graham, Jimmy Shirl, Al Stillman) - 2:05
4. Take My Hand, Precious Lord (Thomas A. Dorsey) - 3:16

## Formazione
- Elvis Presley - voce, chitarra
- The Jordanaires - voce
- Millie Kirkham - voce
- Charlie Hodge - voce, chitarra
- Boots Randolph - sassofono
- Scotty Moore - chitarra elettrica
- Hank Garland - chitarra elettrica
- Floyd Cramer - pianoforte
- Bob Moore - basso
- D. J. Fontana - batteria
- Buddy Harman – batteria